# 台灣區國中數學競賽
台灣區國中數學競賽，略稱JHMC，由九九文教基金會於2003年創立，面向全臺灣公私立國中在學學生，所舉辦的數學團體競賽。於每年12月舉辦。